# Târgu Neamț
Târgu Neamț (en latín Ante Castrum Nempch, en hebreo/yiddish טרגו ניאמץ', en húngaro Németvásár en alemán Deutschmarkt o Niamtz, en turco Niyamiç) es una ciudad con estatus de oraș de Rumania. Es la tercera ciudad por el número de habitantes de la provincia de Neamț. La ciudad es conocida por el castillo construido bajo el orden de Pedro I Mușat, por la casa donde vivió Veronica Micle y también por la aldea, hoy barrio, Humulești, cuna de la infancia del gran escritor y narrador rumano Ion Creangă. Alrededor de la ciudad se encuentran casi 20 monasterios ortodoxos, algunos de gran importancia cultural y artística, como por ejemplo Văratec, Agapia o Secu. En 2002 contaba con una población de 20.496 habitantes.

## Geografía
Târgu Neamț se encuentra en el norte del distrito Neamț, en el oeste de la provincia histórica de Moldavia. La altitud media es de 365 metros. Por la ciudad pasa el río Ozana.

## Clima
La temperatura media anual es de 8,2 °C. Por meses el mes más frío siendo enero con la temperatura media de -3,8 °C y el mes más cálido el julio con 19,5 °C.

## Demografía
En 1913 la ciudad contaba con 9.216 habitantes, en 1927 con 10.124 de los cuales 7.170 eran rumanos, 2.773 eran judíos y el resto otras etnias. A 1 de enero de 1993 Tg Neamț tenía 22.396 habitantes, siendo esta la cifra más alta de su historia. Desde entonces la población ha decrecido debido a la emigración a causa del declive económico del país.

## Turismo
- Castillo de Neamț (Cetatea Neamțului) - en la Edad Media fue la principal fortificación al sur de Suceava que era la capital de aquellos tiempos de Moldavia.
- Casa memorial Veronica Micle.
- Casa memorial Ion Creangă situada en Humulești -hoy barrio de la ciudad- casa que tiene más de 150 años y está muy bien conservada guardando su imagen inicial.
- Casa memorial Mihail Sadoveanu en la población vecina de Vânători Neamț.
- Casa memorial Alexandru Vlahuță en Agapia.
- Reserva de bisontes europeos Dragoș-Vodă.
- A sólo unos pocos kilómetros de la ciudad hay dos spas: Băile Oglinzi y Bălțătești.

## Monasterios
- Agapia: el interior de la iglesia está pintada por el gran pintor rumano Nicolae Grigorescu.
- Văratec: donde se localiza la tumba de Veronica Micle.
- Neamț: con una gran biblioteca monacal, que es la más antigua de Moldavia.
- Secu.
- Sihăstria.
- Horaița.
- Sihla: cuenta con la gruta donde vivió la Santa Teodora de Sihla.